# Golfo de Porto
O golfo de Porto (em francês:  golfe de Porto) é um golfo do mar Mediterrâneo situado na Córsega, França. O golfo, junto com Calanches de Piana, o golfo Girolata e a Reserva Natural de Scandola fazem parte do Patrimônio Mundial da UNESCO desde 1983.
Neste golfo encontra-se a cidade de Porto, sobre a costa ocidental da ilha, entres as cidades de Ajaccio (terra natal de Napoleão Bonaparte) e Calvi, entre Calanches de Piana ao sul e o Cabo Girolata ao norte.
Ao redor da cidade crescem grandes quantidades de eucalipto. O monumento mais famoso é a Torre dos Genoveses, que remonta ao século XV.